# 保拉·凡塔托
保拉·凡塔托（義大利語：Paola Fantato，1959年9月13日—），意大利前女子射箭运动员，8岁时因小儿麻痹症而坐上轮椅。她曾代表意大利参加1996年夏季奥林匹克运动会射箭比赛。